# Lafrançaise
Lafrançaise är en kommun i departementet Tarn-et-Garonne i regionen Occitanien i södra Frankrike. Kommunen ligger i kantonen Lafrançaise som tillhör arrondissementet Montauban. År 2022 hade Lafrançaise 2 839 invånare.

## Befolkningsutveckling
Antalet invånare i kommunen Lafrançaise
| Referens: INSEE |